# Caotan, Guangdong
Caotan är en köping i sydöstra Kina. Den ligger i Suixi härad i staden Zhanjiang i provinsen Guangdong,  omkring 410 kilometer sydväst om provinshuvudstaden Guangzhou. Antalet invånare är 59 698. Befolkningen består av 29 549 kvinnor och 30 149 män. Barn under 15 år utgör 22,0 %, vuxna 15–64 år 65 %, och äldre över 65 år 11,0 %.